# Xã Allison, Quận Lawrence, Illinois
Xã Allison (tiếng Anh: Allison Township) là một xã thuộc quận Lawrence, tiểu bang Illinois, Hoa Kỳ. Năm 2010, dân số của xã này là 267 người.